# 浅田克己
浅田 克己（あさだ かつみ、1947年11月19日 - ）は、日本の実業家。コープこうべ理事長や、日本生活協同組合連合会会長を務めた。

## 人物・経歴
三重県出身。1970年明治学院大学法学部卒業、灘神戸生活協同組合（現コープこうべ）浜芦屋支部家庭係入所。1993年コープデイズ西宮準備委員長。1995年常任理事に昇格。2011年常務理事。2013年専務理事。2004年組合長理事。2005年兵庫県生活協同組合連合会会長理事。2007年日本生活協同組合連合会副会長。2011年日本生活協同組合連合会代表理事会長。2017年日本生活協同組合連合会顧問。